# Rushville (Nebraska)
Pour les articles homonymes, voir Rushville.
Rushville est une ville américaine située dans l'État du Nebraska. Elle est le siège du comté de Sheridan. Sa population s’élevait à 890 habitants lors du recensement de 2010, estimée à 851 habitants en 2016.